# Koerskaja (metrostation Moskou, Koltsevaja-lijn)
Koerskaja (Russisch: Курская) is een station op de Koltsevaja-lijn van de Moskouse metro. Het station is op 1 januari 1950 geopend als onderdeel van de eerste fase van de ringlijn, waarmee het aantal van 35 metrostations werd bereikt. 

## Geschiedenis
Station Moskva Koerskaja werd al op 13 maart 1938 aangesloten op de metro, destijds als oostelijk eindpunt van de Arbatsko-Pokrovskaja-lijn. In 1934 werd al de aanleg van de ringlijn voorgesteld, toen echter een stuk ruimer om de stad dan het gebouwde tracé. In 1943 werd het huidige tracé van de ringlijn, met o.a. een station bij Koerskaja, vastgesteld. In 1947 werd de lijn in vier deelprojecten geknipt. Het eerste deel liep tussen Park Koeltoery en Koerskaja door het zuiden van de binnenstad. De delen twee en drie werden tijdens de bouw tot een project samengevoegd en het noordelijke deeltraject tussen Koerskaja en Beloroesskaja werd op 30 januari 1952 geopend. Naast het eigen toegangsgebouw voor de ringlijn werd de ondergrondse verdeelhal uit 1938, die gebouwd was voor lijn 3, verbonden met de nieuwe ondergrondse verdeelhal van de ringlijn. In 1995 is aan de zuidkant een tweede toegangsgebouw gebouwd met roltrappen naar de perrons van de ringlijn en het destijds nieuwe station Tsjkalovskaja. Van 3 juli 2008 tot 24 oktober 2009 was het toegangsgebouw gesloten in verband met groot onderhoud.

## Ontwerp en inrichting

### Toegang en verdeelhallen
Het station kent twee ondergrondse verdeelhallen.  De zuidelijke verdeelhal dateert uit 1995, de noordelijke ronde verdeelhal werd samen met het bovengrondse toegangsgebouw eind jaren veertig aangelegd ten behoeve van de ringlijn. 

#### Zuid
De zuidelijke verdeelhal wordt gemeenschappelijk gebruikt met Tsjkalovskaja aan de Ljoeblinsko-Dmitrovskaja-lijn en bevindt zich bij de zuidwesthoek het stationsplein. Het is een grote rechthoekige hal met een laag plafond dat wordt ondersteund door zuilen. In het plafond zijn meerdere ronde lichtbakken aangebracht, lampen hangen in de lichtbakken boven een metalen rooster. De grootste lichtbakken bevinden zich bij de bogen boven de roltrappen in de hoeken van de verdeelhal. De zuilen en muren zijn bekleed met wit en grijs marmer. De verdeelhal met kaartverkoop en roltrappen is omringd door diverse toegangen met trappen naar de straat.

#### Noord

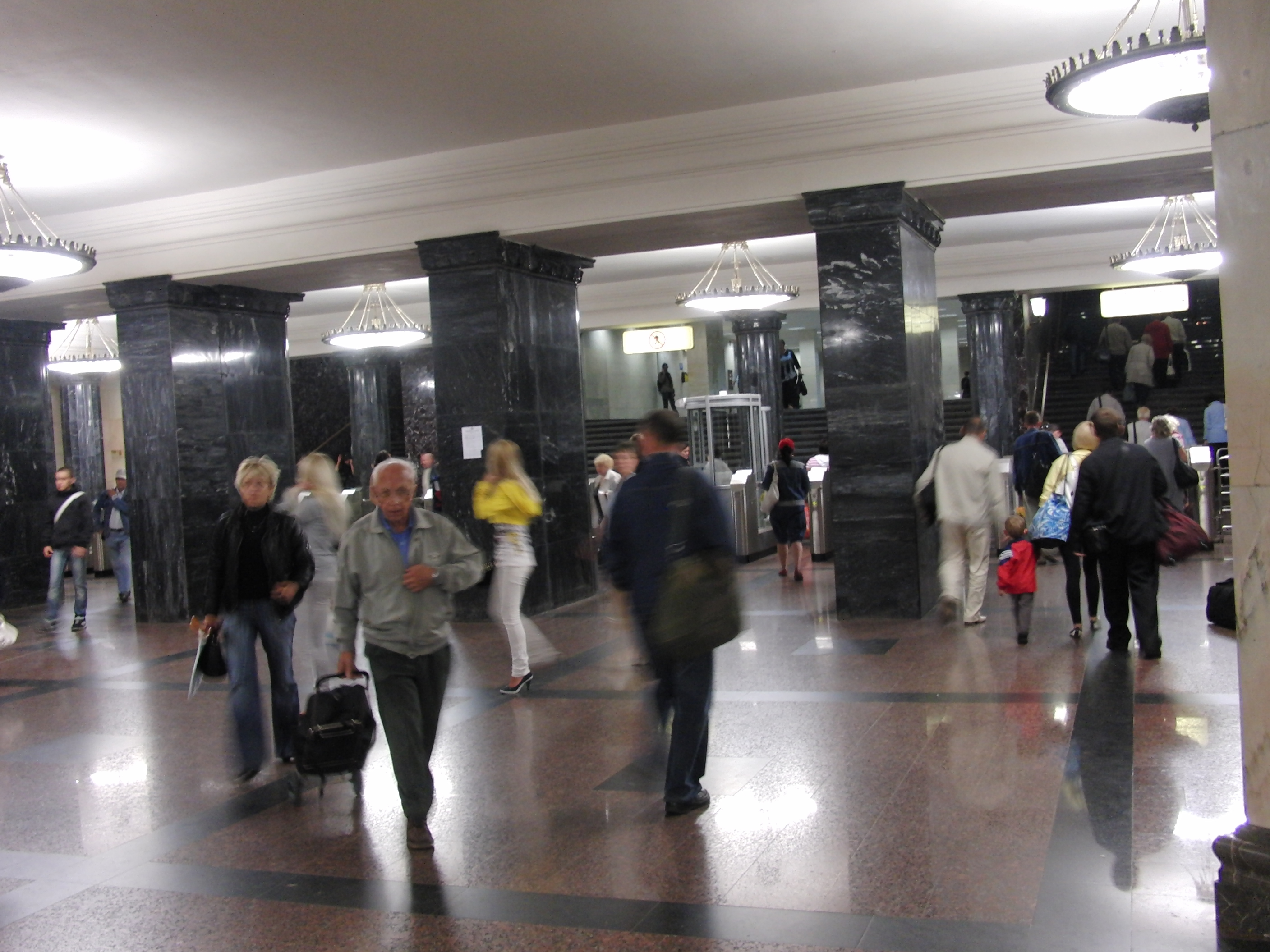
De doorgang tussen de verdeelhal en de kaartverkoop
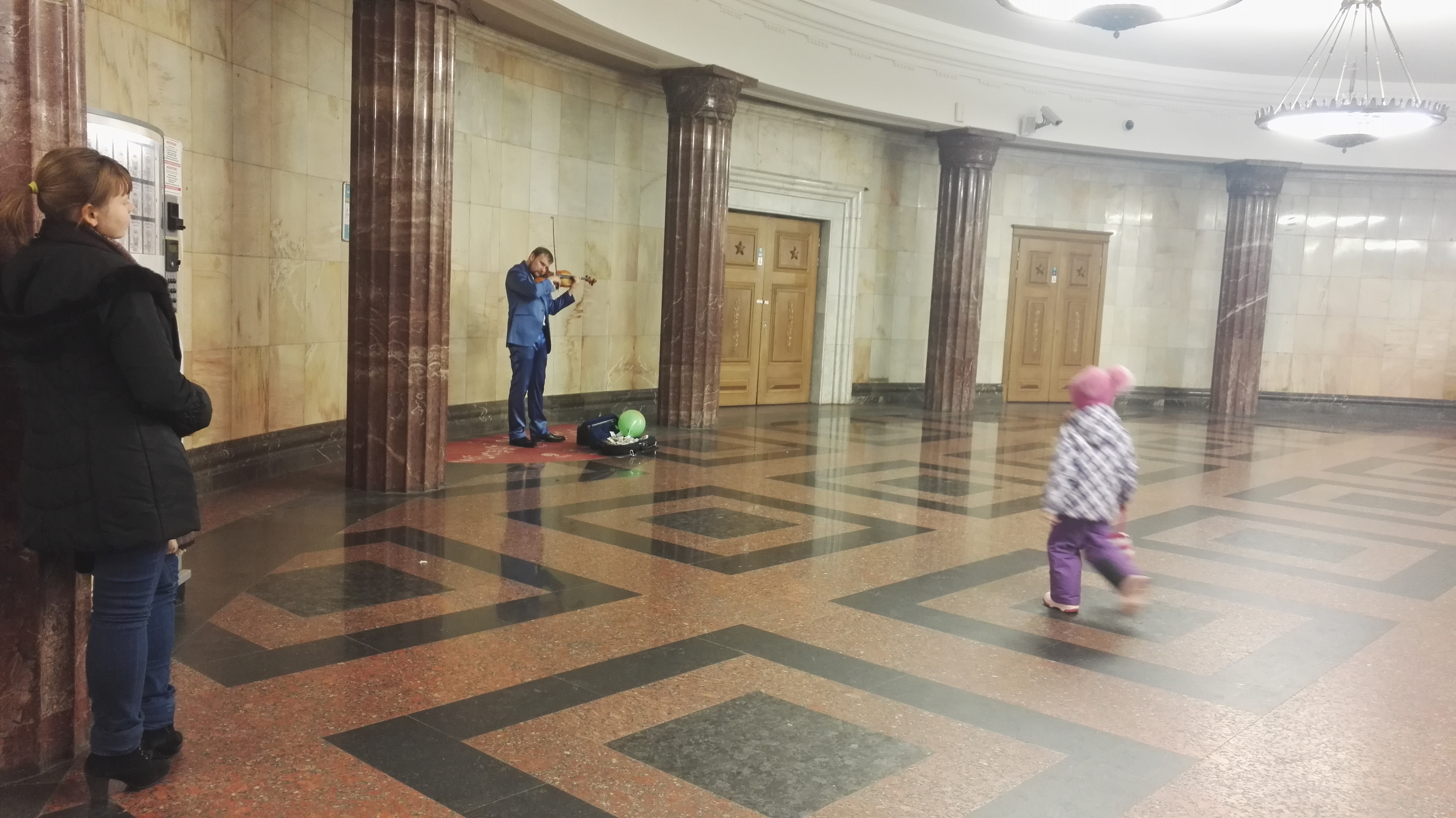
De zuilengalerij in de noordelijke verdeelhal
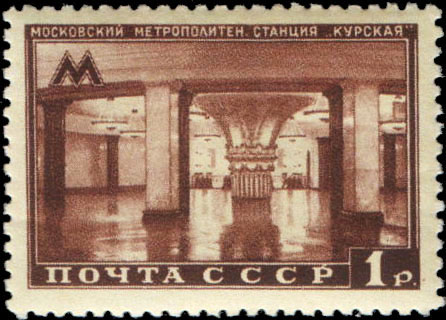
De ondergrondse ronde verdeelhal op een postzegel uitgegeven voor de opening

De noordelijke verdeelhal wordt gedeeld met Koerskaja aan de Arbatsko-Pokrovskaja-lijn. Deze ronde ondergrondse verdeelhal is het middelpunt van verschillende ondergrondse verbindingen tussen de metrostations en het spoorwegstation. Het bovengrondse toegangsgebouw ligt tegen de noordgevel van het spoorwegstation. De reizigers komen via een trap bij de in de kelder gelegen kaartverkoop en bereiken na het passeren van de toegangspoortjes de ronde verdeelhal onder het stationsplein. Treinreizigers kunnen uit het spoorwegstation via een tunnel rechtstreeks de verdeelhal bereiken, terwijl de roltrappen van de Arbatsko-Pokrovskaja-lijn via een doorgang naar de verdeelhal uit 1938 te bereiken zijn. De roltrappen voor de Koltsevaja-lijn (ringlijn) verbinden de ronde verdeelhal rechtstreeks met de perrons van de ringlijn. Het plafond van de ronde verdeelhal wordt gedragen door een trechtervormige pilaar in het midden en een ronde zuilengalerij aan de buitenzijde. De onderkant van de pilaar lijkt verder naar beneden door te lopen door te plaatsing binnen een opstaande rand. De pilaar zelf is onderaan bedekt met geribbeld stucwerk en in het midden met stucwerk met bloem en plantmotieven. Het gebogen deel aan de bovenkant bevat verschillende inkepingen en afbeeldingen van vrouwen met manden op hun hoofd. De ronde zuilen van de zuilengalerij bestaan uit rood marmer met cannelures, de achterliggende wanden zijn bekleed met roze en geel marmer uit de groeve van Gazganskoje. De kaartverkoop grenst aan de verdeelhal en de reizigers kunnen tussen vier pylonen door via de toegangspoortjes van de ene in de andere hal komen.  De hal bij de loketten is bekleed met donker marmer en de vloer bestaat uit donker graniet. Tegenover de toegangspoortjes bevindt zich in het midden een brede trap die rechtstreeks toegang biedt tot de tunnel onder de sporen naar de perrons van het spoorwegstation, terwijl aan de zijkanten trappen zijn die uitkomen in het bovengrondse toegangsgebouw.

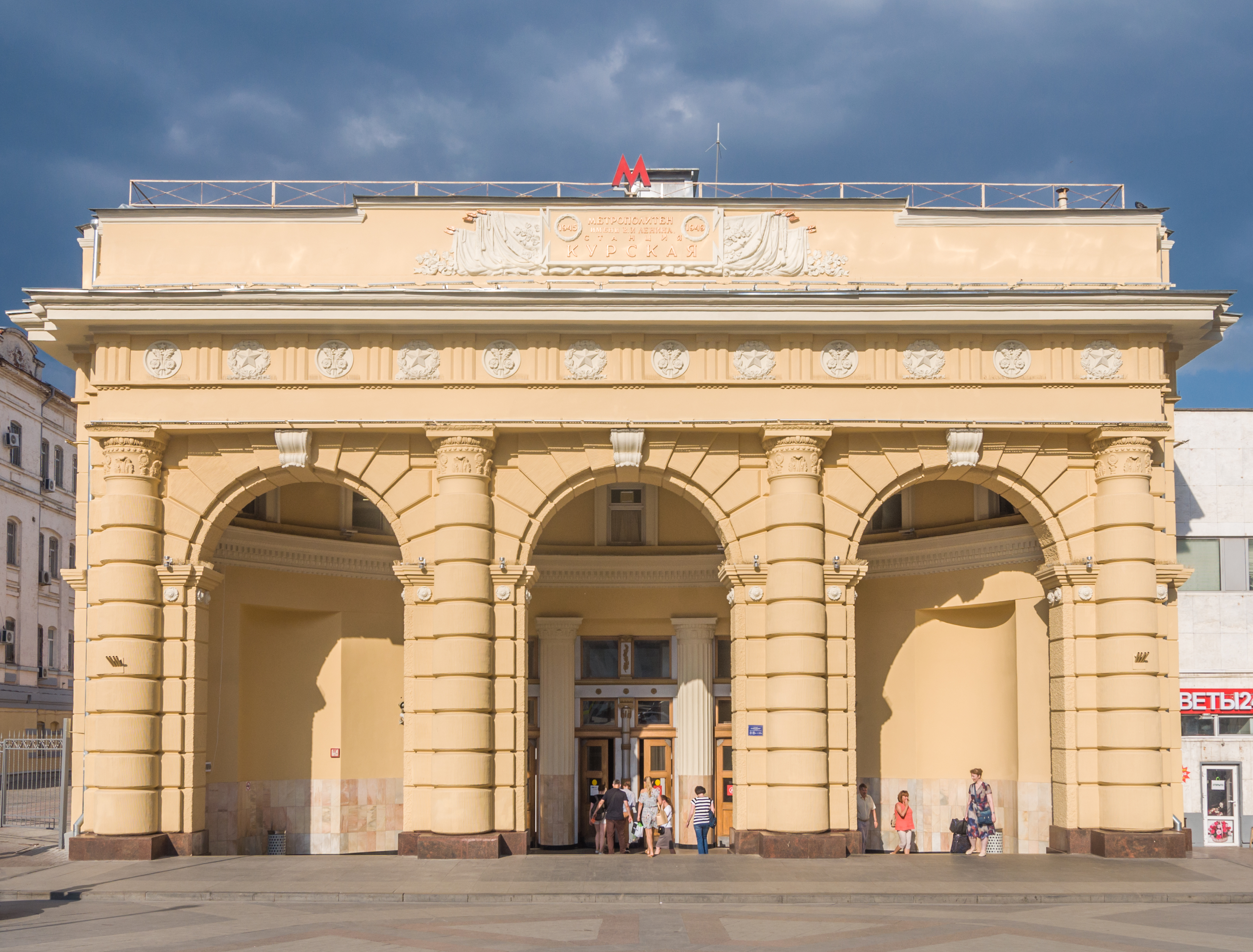
Het toegangsgebouw uit 1949
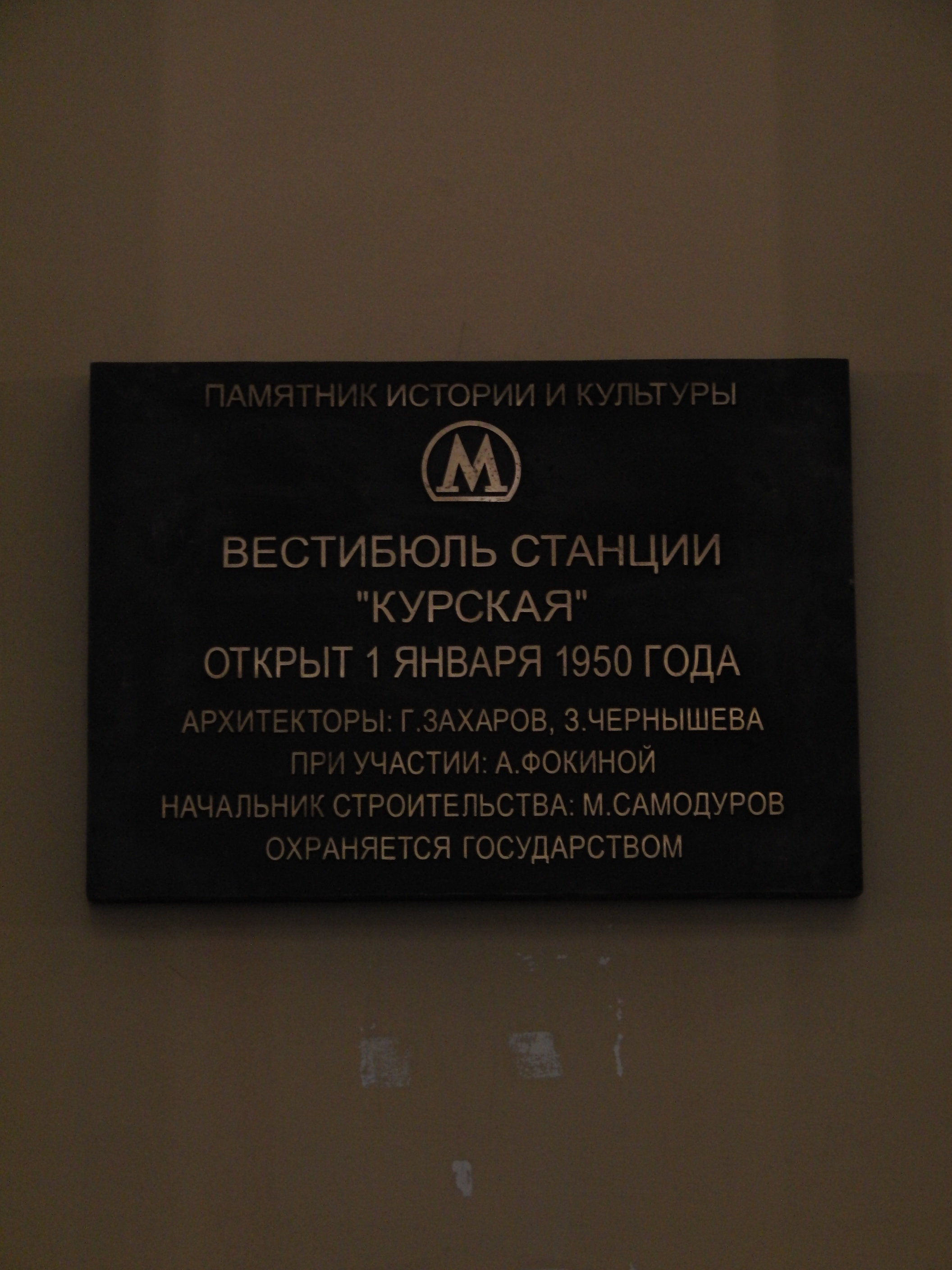
Het naambord van het station
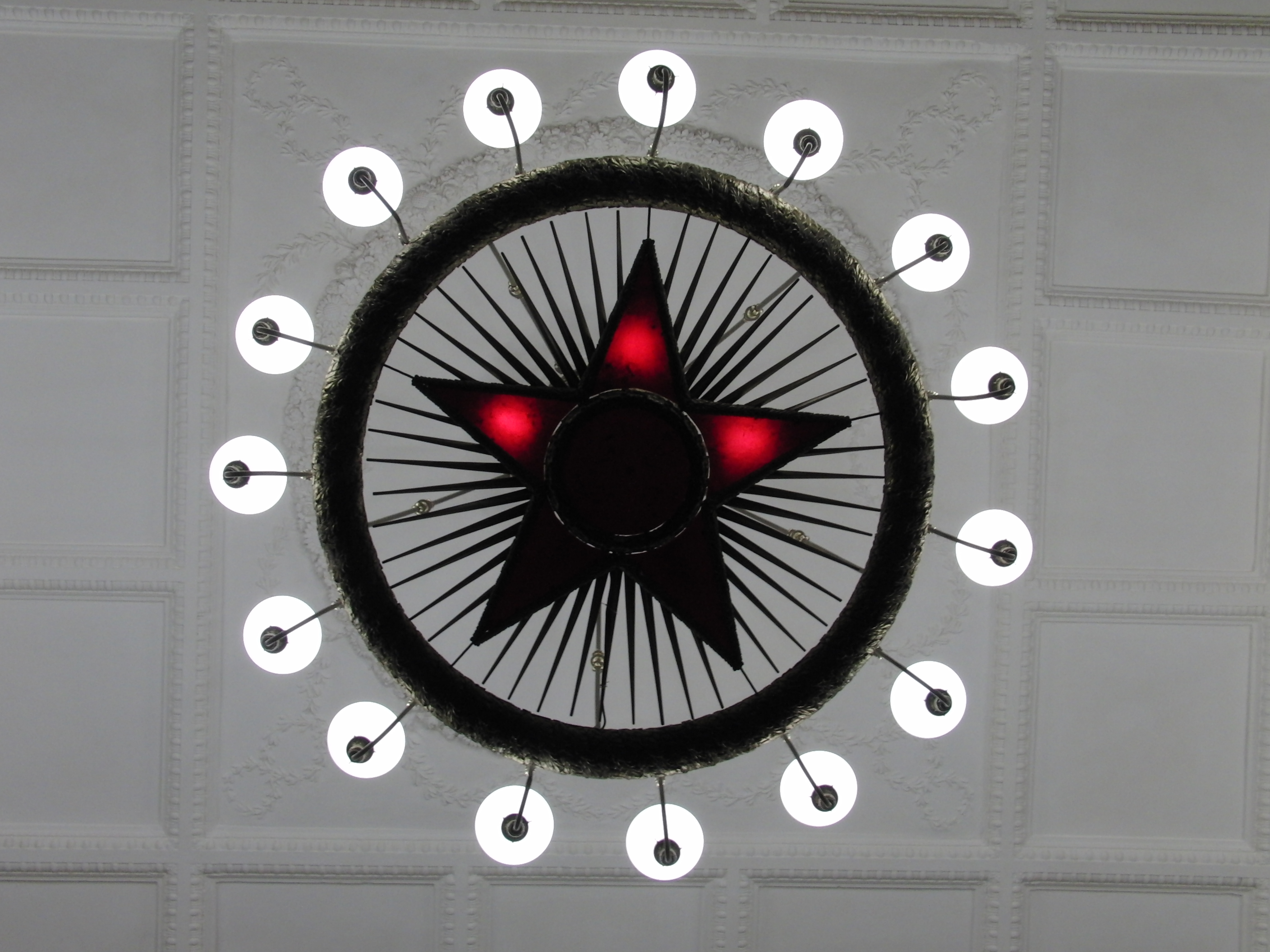
Armatuur in de voorhal

Het toegangsgebouw is een statig gebouw met een portiek met drie bogen en een versierde fries. Op de fries zijn de naam van het station en de jaartallen 1945 en 1949, de periode waarin het station is gebouwd. Volgens enkele bronnen verplaatste Stalin zelf de openingsdatum naar 1 januari 1950 om te voorkomen dat de opening van het eerste deel van de ringlijn zou samenvallen met de festiviteiten rond zijn zeventigste verjaardag. Het gebouw was destijds vrijstaand, maar is later verbonden met de noordelijke zijgevel van het spoorwegstation. Het geheel heeft met een tempel vergelijkbare kenmerken, zoals de ingang in het westen en het “altaar” in het oosten. De betekenis als tempel van de overwinning blijkt uit de indeling met een rechthoekige voorhal en een aan de oostkant een achthoekige hal met een koepel gesteund door balken op dorische zuilen. De voorhal wordt verlicht door drie ronde armaturen met 15 lampen, een voor iedere Sovjet republiek, rond een rode ster.  Aan de oostkant wordt de doorgang naar de andere hal geflankeerd door twee rechthoekige zuilen die versierd zijn met koperen zwaarden en slingers. De middelste doorgang is omlijst met zuilen versierd met sterren. Op de balken onder de koepel staan vierkante kolommen die de onderkant van de koepel dragen. Aan de binnenkant van deze kolommen zijn beelden geplaatst, de balken zelf zijn voorzien van de tekst van het tweede couplet van het volkslied van de Sovjet-Unie;
De zon van vrijheid scheen door de onweersbuien

en Lenin de Grote verlichtte de weg voor ons.

We zijn opgevoed door Stalin - trouw aan het volk

en geïnspireerd door zijn werk en heldendaden.
Na het 22e partijcongres in 1961 werden de onderste twee regels in verband met de verwijzing naar het Stalinisme verwijderd waardoor een asymmetrisch geheel ontstond. Tevens werd het beeld van Stalin in de apsis verwijderd. In de nis die achter het beeld lag is tegenwoordig het naambord van het station te vinden. De medaille "Voor de verdediging van Stalingrad" werd veranderd in “Voor de verdediging van Volgograd” omdat ook die stad van naam was veranderd. In 2008 en 2009 vond groot onderhoud plaats aan het toegangsgebouw en werd besloten om, op het beeld van Stalin na, het gebouw in originele staat te herstellen. In plaats van het hele tweede couplet werden de geschrapte regels aangebracht op de balken onder de koepel. Dit leidde tot protesten van publieke figuren en organisaties die aanvoerden dat hiermee de slachtoffers van de politieke repressie worden beledigd. Op 23 oktober 2009 verklaarde de hoofdstadsarchitect, A.V. Koezmin, op een persconferentie dat de restauratie precies conform het origineel moest worden uitgevoerd. Een dag later werd weer de volledige tekst op de balken aangebracht en was de architectonische betekenis als “Zon der overwinning” vrijwel volledig hersteld.

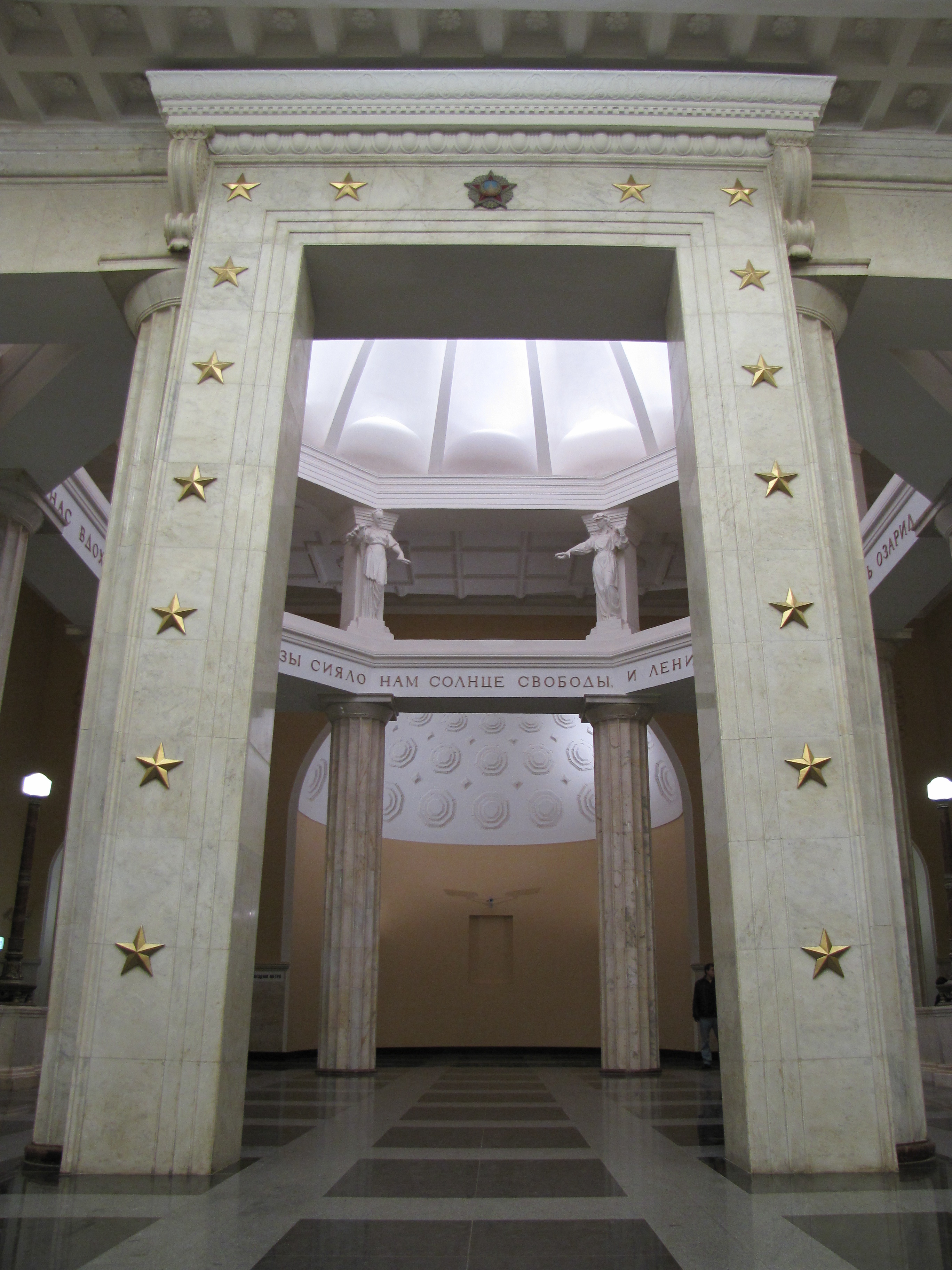
De doorgang van de voorhal naar de koepel
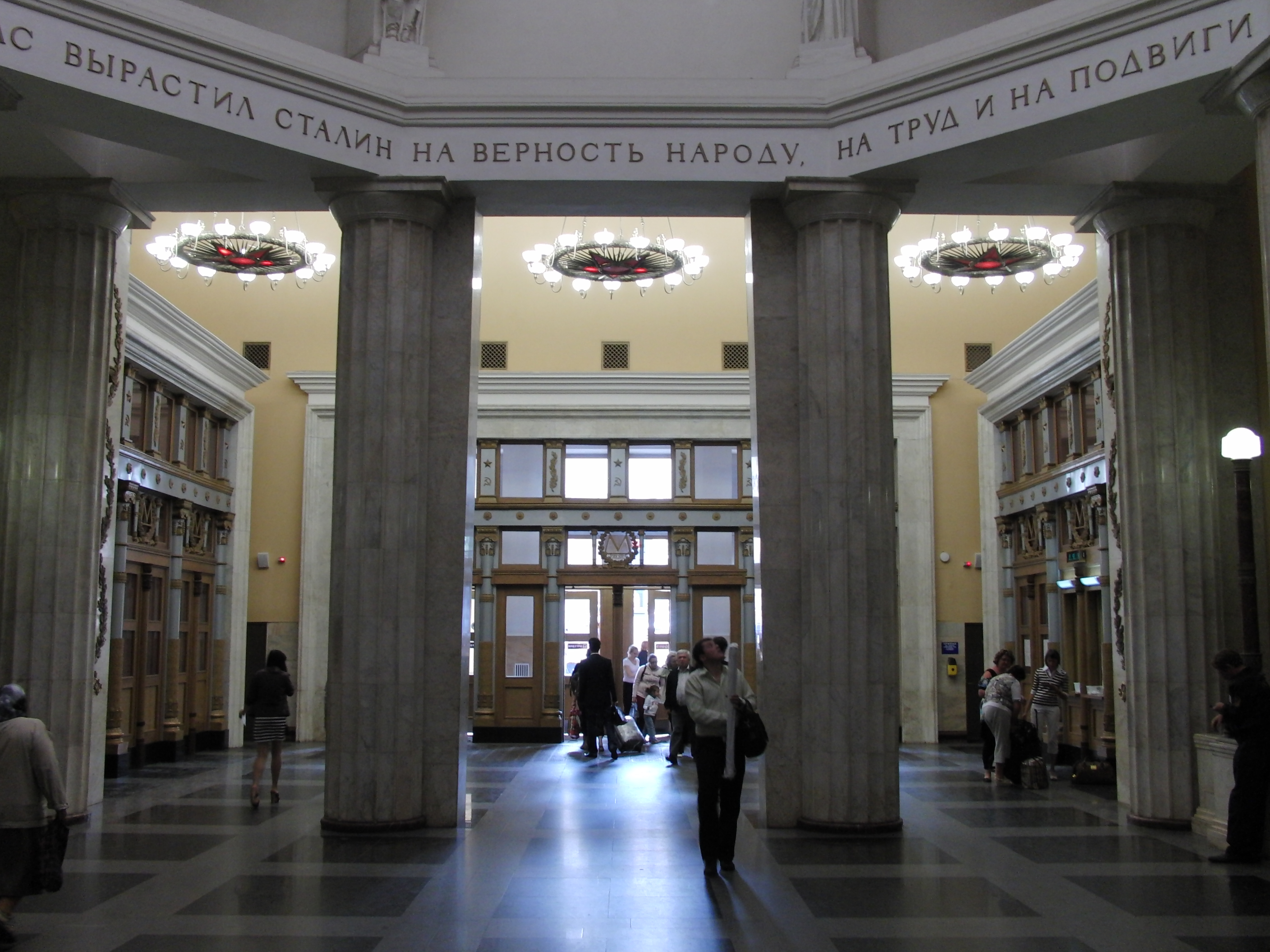
Interieur van het toegangsgebouw met het Sovjet volkslied op de balken
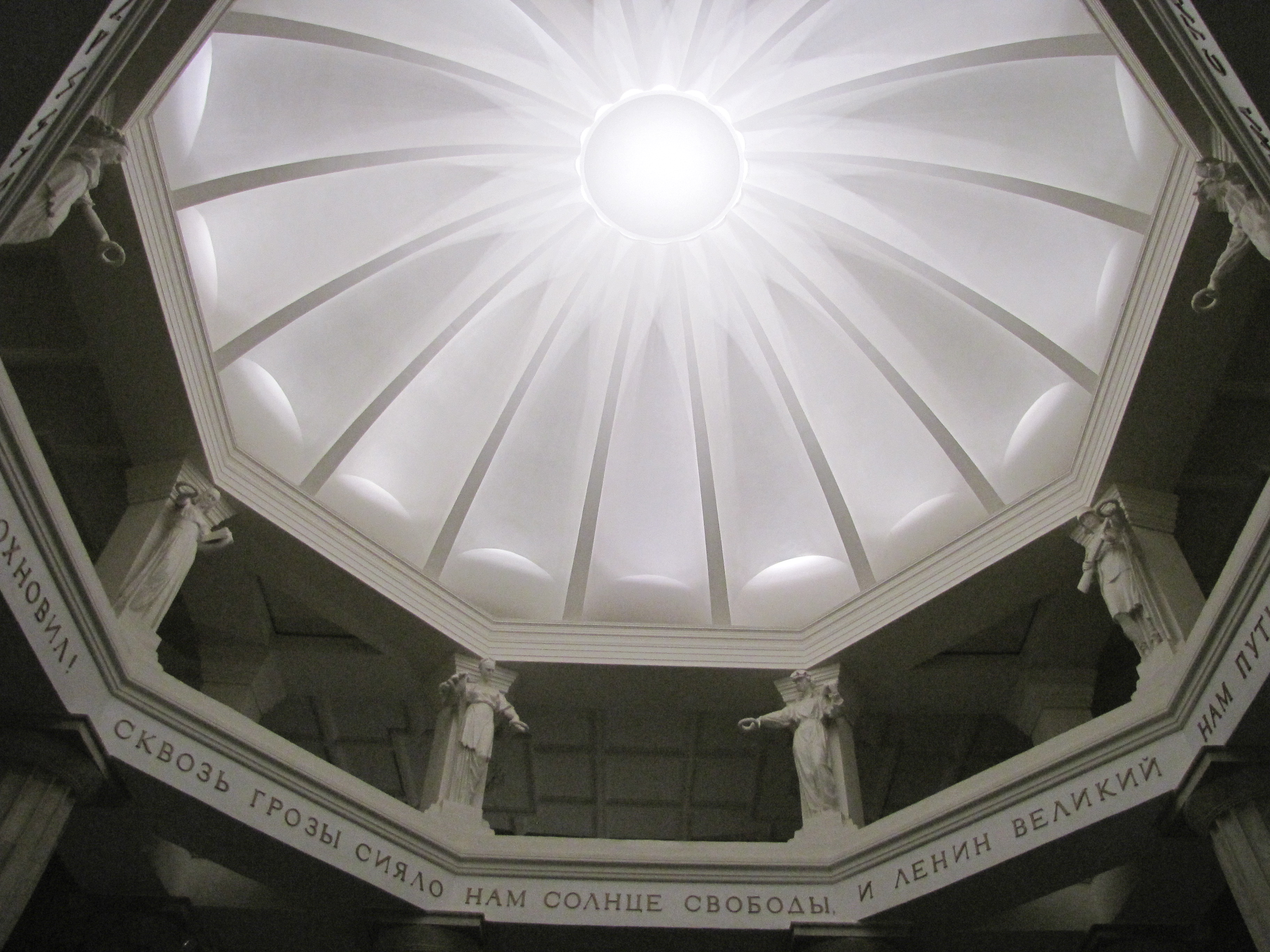
De koepel van het toegangsgebouw

### Middenhal en perrons
Het ondergrondse station is ontworpen als kolommenstation waarbij ter hoogte van de overstap naar de Arbatsko-Pokrovskaja-lijn pylonen zijn toegepast. Deze combinatie is zeldzaam en heeft tot gevolg dat er een noordelijk en zuidelijk deel met kolommen is, die gescheiden zijn door pylonen in het midden van het perron. Koerskaja is een van de twee, de andere is Komsomolskaja, grootste metrostations in Moskou. De ruwbouw van de tunnel bestaat uit gietijzeren schachtringen die aan de perronzijde rusten op de rij kolommen. Het gewelf van de middenhal rust ook op de rij kolommen en moet lijken op een oude Romaanse baseliekzaal. De kroonluchters refereren aan de Romeinse voorgangers en moeten de zon onder de grond brengen. De vloer bestaat uit rood en grijs graniet dat in geometrische figuren is gelegd. De kolommen zijn op de kopse kanten uitgevoerd als dorische zuil en boven de rij kolommen zijn over de volle lengte metalen sierstrippen aangebracht. De architecten G.A. Zacharov en Z.S. Tsjernisjev kregen de Stalin-prijs voor hun ontwerp.
Op een plaquette op de tunnelwand langs het spoor is sprake van “Koerskaja, Grote ringlijn 1945-1949”, de aanduiding “Grote ringlijn” is te danken aan een plan uit 1947 waarbij binnen de tuinring nog een kleine ringlijn zou komen waarmee de huidige Koltsevaja-lijn de grote ring zou zijn. Voor de overstappers van en naar het gelijknamige station aan de Arbatsko-Pokrovskaja-lijn is aan de westkant een verbindingstunnel gebouwd naar een tussen hal. Aan de kant van de ringlijn is de tunnel bereikbaar via een brug over het binnenste spoor, aan de andere kant is de tussen hal via twee tunnels onder het spoor naar het oosten verbonden met trappen naar het perron van die lijn. 

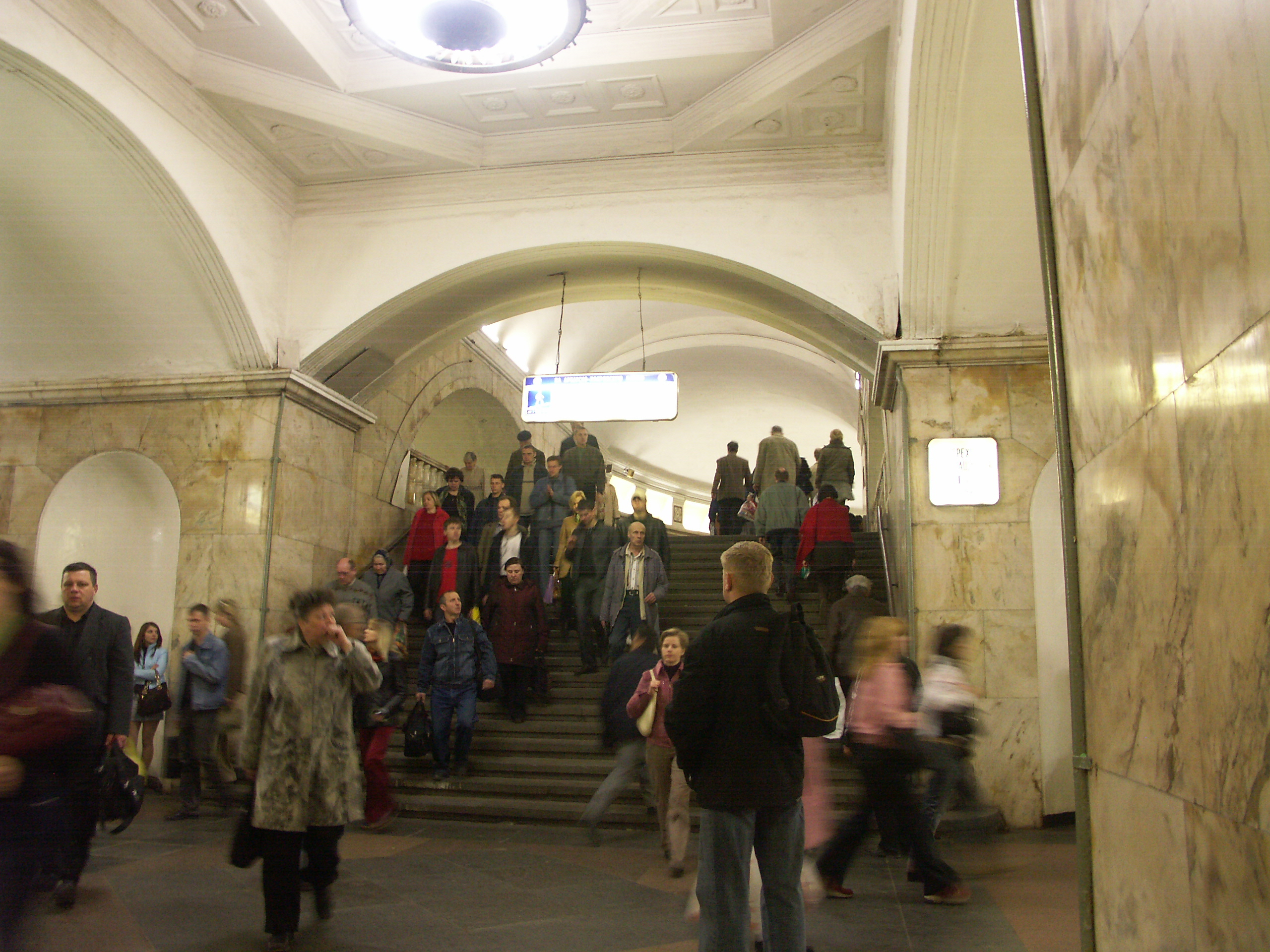
De trap voor overstappers tussen de pylonen in het midden van het perron
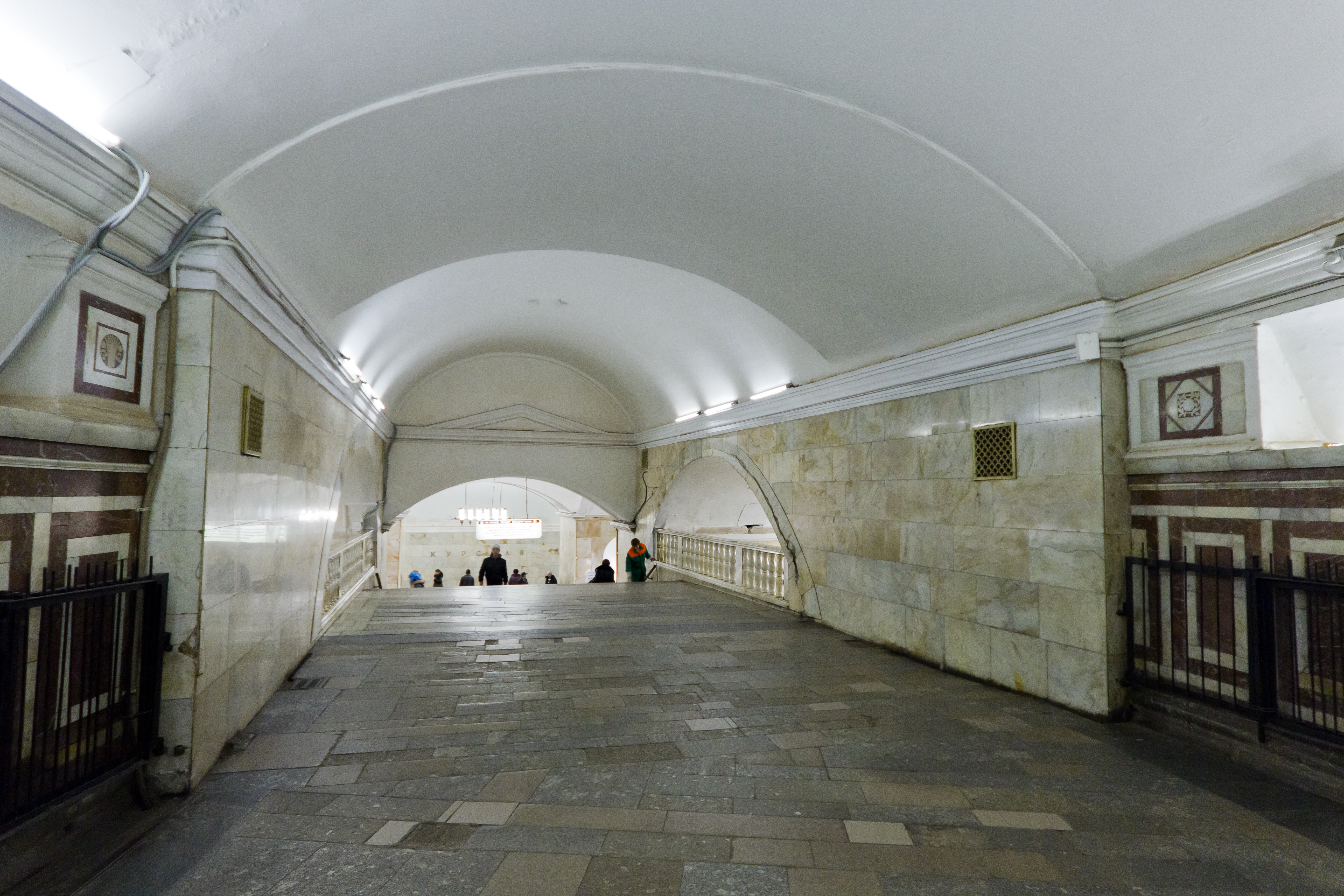
De overstaptunnel naar de Arbatsko-Pokrovskaja-lijn

Aan de noordkant van het station ligt een keerspoor tussen de doorgaande sporen. De eerste twee jaar, toen Koerskaja het oostelijke eindpunt was, keerden hier de treinen, inmiddels wordt dit spoor gebruikt om klein onderhoud uit te voeren. Verder is het spoor de toerit naar de verbindingstunnel met de Ljoeblinsko-Dmitrovskaja-lijn voor de uitwisseling van rollend materieel. 

## Verkeer
In maart 2002 bedroeg het aantal reizigers 61.700 per dag. Het station opent haar deuren om half zes 's morgens en sluit om een uur 's nachts. De eerste trein op even werkdagen vertrekt om 5:45 uur met de klok mee en om 5:40 uur tegen de klok in, op oneven werkdagen is dit respectievelijk 5:47 uur en 5:51 uur. In het weekeinde vertrekken de treinen tegen de klok in een minuut later dan door de week, met de klok mee vertrekt op even weekeinddagen de trein om 5:44 uur, op oneven dagen om 5:47 uur. 
Station Moskva Koerskaja biedt aansluiting op langeafstandstreinen in alle windrichtingen en op voorstadstreinen op de lijnen in de richtingen Riga, Smolensk, Nizjni Novgorod  en Koersk. Op het stationsplein zijn haltes van verschillende vormen van bovengronds stadsvervoer.  